# Eclose
Eclose is een plaats en voormalige gemeente in het Franse departement Isère in de regio Auvergne-Rhône-Alpes. De plaats maakt deel uit van het arrondissement La Tour-du-Pin.

## Geschiedenis
Op 1 januari 2015 fuseerde Eclose met de aangrenzende gemeente Badinières tot de commune nouvelle Eclose-Badinières.

## Geografie
De oppervlakte van Eclose bedraagt 10,3 km², de bevolkingsdichtheid is 52,0 inwoners per km².
De onderstaande kaart toont de ligging van Eclose met de belangrijkste infrastructuur en aangrenzende gemeenten.

## Demografie
Onderstaande figuur toont het verloop van het inwonertal.